# Ecce Homo (Pedro Ruiz)
Ecce Homo es un cuadro del artista español Pedro Ruiz González, de hacia 1670. Está pintado al óleo sobre lienzo y actualmente se conserva en Museo de Bellas Artes de Budapest. Se atribuía al pintor italiano Valerio Castello, pero en 1989 el Museo de Bellas Artes de Budapest asignó la autoría, con dudas, a Pedro Ruiz González.

## Historia
El cuadro llegó al museo en 1885 gracias a H. Guérard. En el inventario de 1924 se atribuía a Jan Lys. Antonov lo consideró en 1976 obra de Valerio Castello (1624–1659). No fue hasta 1989 en que se identificó la autoría de Pedro Ruiz González gracias a una investigación independiente de István Barkóczi y Éva Nyerges.

## La hipotética serie de Pedro Ruiz González sobre la Pasión de Cristo
La obra de Budapest se ha relacionado con otro cuadro de Pedro Ruiz González conservado en el Museo del Prado, Cristo en el Pretorio, de parecidas características y dimensiones. El cuadro de Madrid, fechado en 1673, parece ser el mencionado por el pintor y tratadista Antonio Palomino en la biografía que escribió de Pedro Ruiz González (1724) con estas palabras: «Yo vi uno [un cuadro] del Pretorio de Pilatos, con Cristo Señor nuestro cuando le iban a poner la cruz a cuestas; que verdaderamente parecía de Pablo Veronés: no sé si lo ejecutó en Granada». Palomino calificaba la obra como “borroncillo”, queriendo decir que se trataba de un boceto, modelo de presentación u obra de reducido formato. 
La pista que proporciona Palomino al mencionar Granada, junto a un testamento de Pedro Ruiz González fechado, al igual que el cuadro, en 1673 (cuando el artista tenía 35 años aproximadamente, y declaraba estar sano) han hecho que el historiador Fernando López Sánchez proponga como hipótesis un posible viaje del pintor a Granada en ese año, pudiendo ser el testamento una medida de precaución en caso de que le ocurriera alguna cosa durante el desplazamiento. Allí habría llevado con él o pintado Cristo en el Pretorio, y desde Granada la obra habría partido hacia Francia, pues la primera ubicación segura que se conoce del lienzo es la Galería española (o Musée espagnol ) de Luis Felipe de Orleans (París) en el siglo XIX. En esta colección se mencionan otras dos obras que pueden relacionarse con Pedro Ruiz González y que por sus tamaños similares a Cristo en el Pretorio y por su temática (La Flagelación y Cristo con la Cruz a cuestas ) sugieren, según la citada hipótesis de Fernando López Sánchez, la existencia de un ciclo sobre la Pasión de Cristo cuyo número total piezas y comitente granadino son desconocidos. De los tres cuadros mencionados, hoy sólo se conoce la ubicación de Cristo en el Pretorio, habiéndose perdido las otras dos obras.
El Ecce Homo del Museo de Bellas Artes de Budapest podría ser una obra más de esta hipotética serie sobre la Pasión de Cristo, dada la coincidencia con Cristo en el Pretorio en temática, dimensiones, características y datación.
El Ecce Homo muestra afinidad con el cuadro del Museo del Prado en las similitudes del personaje de Jesús, en el colorido, en las arquitecturas grises del fondo del cuadro, en el abigarramiento de los grupos de personajes agrupados alrededor de la escalinata y en compartir una misma inspiración en los maestros de la pintura veneciana, en especial de Tintoretto.

## Análisis de la obra
Palomino destacaba en su biografía sobre Pedro Ruiz González su talento para la inventiva y la composición. Esta habilidad compositiva se aprecia en ambos borroncillos, el de Budapest y el de Madrid. En la obra de Budapest el pintor muestra su capacidad para abordar de una manera novedosa temas ya fijados por la tradición. Por ejemplo, la escena no tiene lugar, como habitualmente, en el palacio de Poncio Pilatos (de acuerdo al relato evangélico de Juan 19:5) sino ante la casa de Caifás.
A pesar de ciertos errores, como la desproporción de algunas figuras de la composición, la obra muestra la habilidad del artista en la utilización del color y un uso magistral de la luz, resaltados por la brillante técnica aplicada. La inspiración veneciana, como en el cuadro de Madrid, es evidente, en particular la influencia de Tintoretto.